# Bahnstrecke Wien Penzing–Wien Meidling
| Spurweite: | 1435 mm (Normalspur)            |                                                                                    |                                                                                    |
| Stromsystem: | 15 kV 16,7 Hz ~                 |                                                                                    |                                                                                    |
| Zugbeeinflussung: | PZB                             |                                                                                    |                                                                                    |
| Zweigleisigkeit: | Abzw Hütteldorf 1–Wien Meidling |                                                                                    |                                                                                    |
| |                                 |                                                                                    |                                                                                    |
| \| \| \| Westbahn von Wien Westbahnhof \| \| \| \| \| Vorortelinie von Wien Heiligenstadt \| \| \| \| 0,000 \| Wien Penzing \| Wien Penzing \| \| \| \| Westbahn nach Salzburg Hauptbahnhof \| \| \| \| 1,352 \| Brücke über die Zehetnergasse \| Brücke über die Zehetnergasse \| \| \| 1,471 \| Brücke über die Hadikgasse, B 1, Westausfahrt \| Brücke über die Hadikgasse, B 1, Westausfahrt \| \| \| 1,508 \| Wienfluss \| Wienfluss \| \| \| 1,520 \| (ehemals Stadtbahn / elektrische Stadtbahn) \| (ehemals Stadtbahn / elektrische Stadtbahn) \| \| \| 1,539 \| Brücke über den Hietzinger Kai, B 1, Westeinfahrt \| Brücke über den Hietzinger Kai, B 1, Westeinfahrt \| \| \| \| Hütteldorfer Ast von Wien Hütteldorf \| \| \| \| 1,730 \| Eisenbahnkreuzung Auhofstraße \| Eisenbahnkreuzung Auhofstraße \| \| \| 1,900 \| Abzw Hütteldorf 1 (ehemals Bahnhof Sankt Veit an der Wien) \| Abzw Hütteldorf 1 (ehemals Bahnhof Sankt Veit an der Wien) \| \| \| 2,026 \| Eisenbahnkreuzung Hietzinger Hauptstraße \| Eisenbahnkreuzung Hietzinger Hauptstraße \| \| \| 2,356 \| Durchlass Hummelgasse \| Durchlass Hummelgasse \| \| \| 2,484 \| HOA/FOA/SOA-Anlage \| HOA/FOA/SOA-Anlage \| \| \| 2,952 \| Eisenbahnkreuzung Veitingergasse \| Eisenbahnkreuzung Veitingergasse \| \| \| \| Lainz \| \| \| \| \| ehem Steg Jagdschlossgasse \| \| \| \| 3,185 \| Eisenbahnkreuzung Jagdschlossgasse \| Eisenbahnkreuzung Jagdschlossgasse \| \| \| 3,556 \| Eisenbahnkreuzung Versorgungsheimstraße \| Eisenbahnkreuzung Versorgungsheimstraße \| \| \| 3,645 \| Wien Speising \| Wien Speising \| \| \| 3,736 \| Eisenbahnkreuzung Lainzer Straße/Speisinger Straße \| Eisenbahnkreuzung Lainzer Straße/Speisinger Straße \| \| \| 3,895 \| Straßenbahn Wien in der Hofwiesengasse \| Straßenbahn Wien in der Hofwiesengasse \| \| \| 4,102 \| Durchlass Himmelbaurgasse \| Durchlass Himmelbaurgasse \| \| \| 4,303 \| Durchlass Wattmanngasse \| Durchlass Wattmanngasse \| \| \| 4,663 \| Stranzenbergbrücke \| Stranzenbergbrücke \| \| \| 4,532 \| Maxing \| Maxing \| \| \| \| Ober Hetzendorf \| \| \| \| 5,237 \| Rosenhügelsteg \| Rosenhügelsteg \| \| \| \| ehem. Donauländebahn zur Ostbahn bzw. über die Winterhafenbrücke zur Donauuferbahn \| \| \| \| 5,780 \| ehem. Eisenbahnkreuzung Schönbrunner Allee \| ehem. Eisenbahnkreuzung Schönbrunner Allee \| \| \| 5,743 \| Altmannsdorfertunnel (334 m) \| Altmannsdorfertunnel (334 m) \| \| \| 6,070 \| ehem. Eisenbahnkreuzung Altmannsdorfer Straße \| ehem. Eisenbahnkreuzung Altmannsdorfer Straße \| \| \| \| Donauländebahn zur Ostbahn bzw. über die Winterhafenbrücke zur Donauuferbahn \| \| \| \| 6,265 \| Flohbergtunnel (365 m) \| Flohbergtunnel (365 m) \| \| \| \| von Spielfeld-Straß (Südbahn) \| \| \| \| \| Neue Westbahn von St. Pölten (Portal des Lainzer Tunnels) \| \| \| \| 7,260 \| Philadelphiabrücke \| Philadelphiabrücke \| \| \| \| Wien Meidling \| \| \| \| \| Stammstrecke nach Wien Floridsdorf \| \| \| \| \| nach Wien Hbf (Südbahn) \| \| |                                 |                                                                                    |                                                                                    |
| Strecke |                                 | Westbahn von Wien Westbahnhof                                                      | Westbahn von Wien Westbahnhof                                                      |
| Abzweig geradeaus und von rechts |                                 | Vorortelinie von Wien Heiligenstadt                                                | Vorortelinie von Wien Heiligenstadt                                                |
| Bahnhof | 0,000                           | Wien Penzing                                                                       | Wien Penzing                                                                       |
| Abzweig geradeaus und nach rechts |                                 | Westbahn nach Salzburg Hauptbahnhof                                                | Westbahn nach Salzburg Hauptbahnhof                                                |
| Brücke | 1,352                           | Brücke über die Zehetnergasse                                                      | Brücke über die Zehetnergasse                                                      |
| Strecke geradeaus | 1,471                           | Brücke über die Hadikgasse, B 1, Westausfahrt                                      | Brücke über die Hadikgasse, B 1, Westausfahrt                                      |
| Strecke unter Wasserlauf | 1,508                           | Wienfluss                                                                          | Wienfluss                                                                          |
| Kreuzung mit U-Bahn | 1,520                           | (ehemals Stadtbahn / elektrische Stadtbahn)                                        | (ehemals Stadtbahn / elektrische Stadtbahn)                                        |
| Strecke | 1,539                           | Brücke über den Hietzinger Kai, B 1, Westeinfahrt                                  | Brücke über den Hietzinger Kai, B 1, Westeinfahrt                                  |
| Abzweig geradeaus und von rechts |                                 | Hütteldorfer Ast von Wien Hütteldorf                                               | Hütteldorfer Ast von Wien Hütteldorf                                               |
| Bahnübergang | 1,730                           | Eisenbahnkreuzung Auhofstraße                                                      | Eisenbahnkreuzung Auhofstraße                                                      |
| Blockstelle | 1,900                           | Abzw Hütteldorf 1 (ehemals Bahnhof Sankt Veit an der Wien)                         | Abzw Hütteldorf 1 (ehemals Bahnhof Sankt Veit an der Wien)                         |
| Bahnübergang | 2,026                           | Eisenbahnkreuzung Hietzinger Hauptstraße                                           | Eisenbahnkreuzung Hietzinger Hauptstraße                                           |
| Brücke | 2,356                           | Durchlass Hummelgasse                                                              | Durchlass Hummelgasse                                                              |
| Kilometer-Wechsel | 2,484                           | HOA/FOA/SOA-Anlage                                                                 | HOA/FOA/SOA-Anlage                                                                 |
| Bahnübergang | 2,952                           | Eisenbahnkreuzung Veitingergasse                                                   | Eisenbahnkreuzung Veitingergasse                                                   |
| ehemaliger Haltepunkt / Haltestelle |                                 | Lainz                                                                              | Lainz                                                                              |
| Strecke mit Straßenbrücke |                                 | ehem Steg Jagdschlossgasse                                                         | ehem Steg Jagdschlossgasse                                                         |
| Bahnübergang | 3,185                           | Eisenbahnkreuzung Jagdschlossgasse                                                 | Eisenbahnkreuzung Jagdschlossgasse                                                 |
| Bahnübergang | 3,556                           | Eisenbahnkreuzung Versorgungsheimstraße                                            | Eisenbahnkreuzung Versorgungsheimstraße                                            |
| Haltepunkt / Haltestelle | 3,645                           | Wien Speising                                                                      | Wien Speising                                                                      |
| Bahnübergang | 3,736                           | Eisenbahnkreuzung Lainzer Straße/Speisinger Straße                                 | Eisenbahnkreuzung Lainzer Straße/Speisinger Straße                                 |
| Brücke | 3,895                           | Straßenbahn Wien in der Hofwiesengasse                                             | Straßenbahn Wien in der Hofwiesengasse                                             |
| Brücke | 4,102                           | Durchlass Himmelbaurgasse                                                          | Durchlass Himmelbaurgasse                                                          |
| Brücke | 4,303                           | Durchlass Wattmanngasse                                                            | Durchlass Wattmanngasse                                                            |
| Strecke mit Straßenbrücke | 4,663                           | Stranzenbergbrücke                                                                 | Stranzenbergbrücke                                                                 |
| Dienststation / Betriebs- oder Güterbahnhof | 4,532                           | Maxing                                                                             | Maxing                                                                             |
| ehemaliger Haltepunkt / Haltestelle |                                 | Ober Hetzendorf                                                                    | Ober Hetzendorf                                                                    |
| Strecke mit Straßenbrücke | 5,237                           | Rosenhügelsteg                                                                     | Rosenhügelsteg                                                                     |
| Abzweig geradeaus und ehemals nach links |                                 | ehem. Donauländebahn zur Ostbahn bzw. über die Winterhafenbrücke zur Donauuferbahn | ehem. Donauländebahn zur Ostbahn bzw. über die Winterhafenbrücke zur Donauuferbahn |
| ehemaliger Bahnübergang | 5,780                           | ehem. Eisenbahnkreuzung Schönbrunner Allee                                         | ehem. Eisenbahnkreuzung Schönbrunner Allee                                         |
| Tunnel | 5,743                           | Altmannsdorfertunnel (334 m)                                                       | Altmannsdorfertunnel (334 m)                                                       |
| ehemaliger Bahnübergang | 6,070                           | ehem. Eisenbahnkreuzung Altmannsdorfer Straße                                      | ehem. Eisenbahnkreuzung Altmannsdorfer Straße                                      |
| Abzweig geradeaus und nach rechts |                                 | Donauländebahn zur Ostbahn bzw. über die Winterhafenbrücke zur Donauuferbahn       | Donauländebahn zur Ostbahn bzw. über die Winterhafenbrücke zur Donauuferbahn       |
| Tunnel | 6,265                           | Flohbergtunnel (365 m)                                                             | Flohbergtunnel (365 m)                                                             |
| Abzweig geradeaus und von rechts |                                 | von Spielfeld-Straß (Südbahn)                                                      | von Spielfeld-Straß (Südbahn)                                                      |
| Abzweig geradeaus und von rechts |                                 | Neue Westbahn von St. Pölten (Portal des Lainzer Tunnels)                          | Neue Westbahn von St. Pölten (Portal des Lainzer Tunnels)                          |
| Strecke mit Straßenbrücke | 7,260                           | Philadelphiabrücke                                                                 | Philadelphiabrücke                                                                 |
| Bahnhof |                                 | Wien Meidling                                                                      | Wien Meidling                                                                      |
| Abzweig geradeaus und nach links |                                 | Stammstrecke nach Wien Floridsdorf                                                 | Stammstrecke nach Wien Floridsdorf                                                 |
| Strecke |                                 | nach Wien Hbf (Südbahn)                                                            | nach Wien Hbf (Südbahn)                                                            |

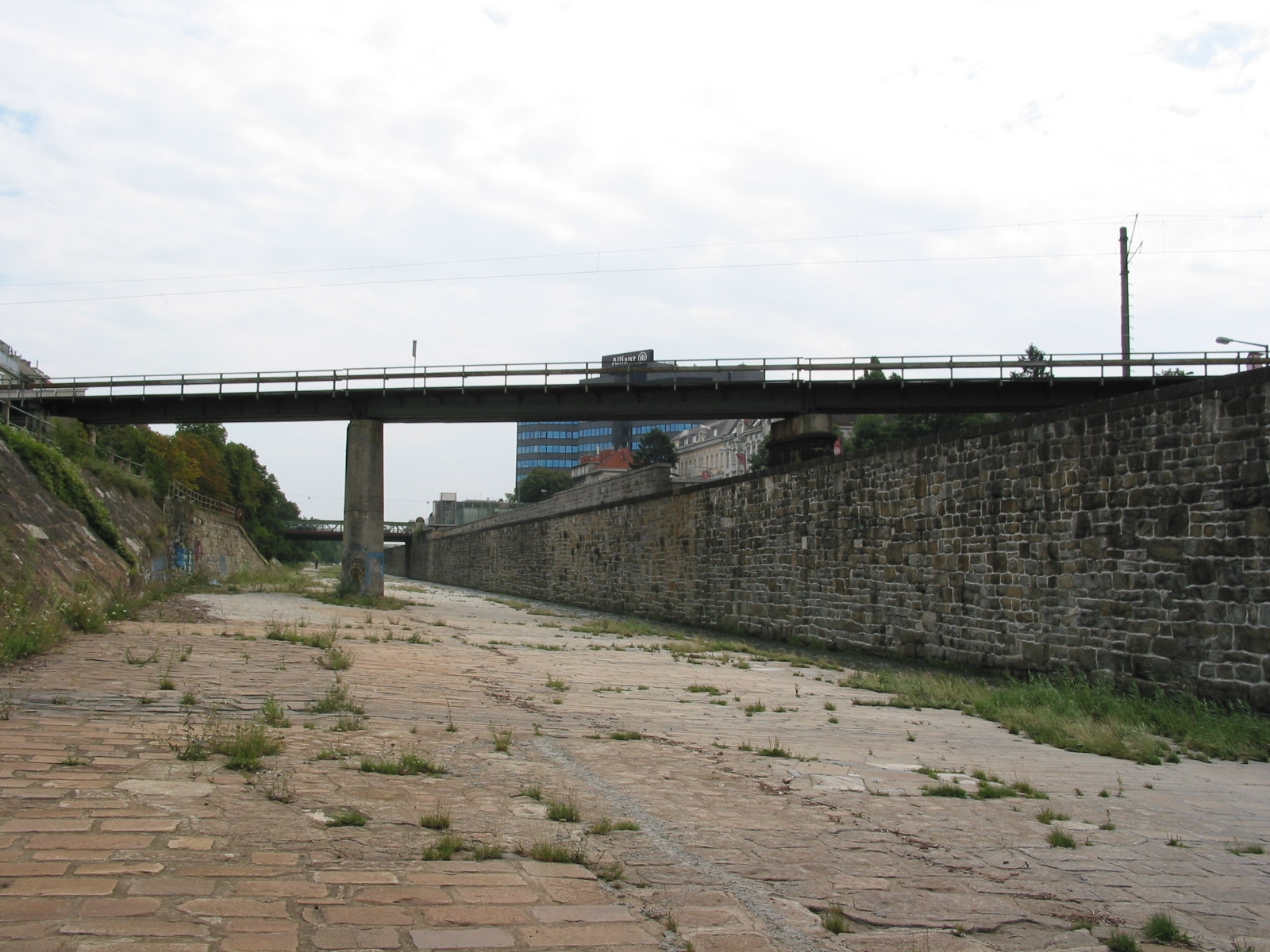
Brücke über den Wienfluss aus Richtung Wien Penzing (links) in Richtung Wien Meidling (rechts)

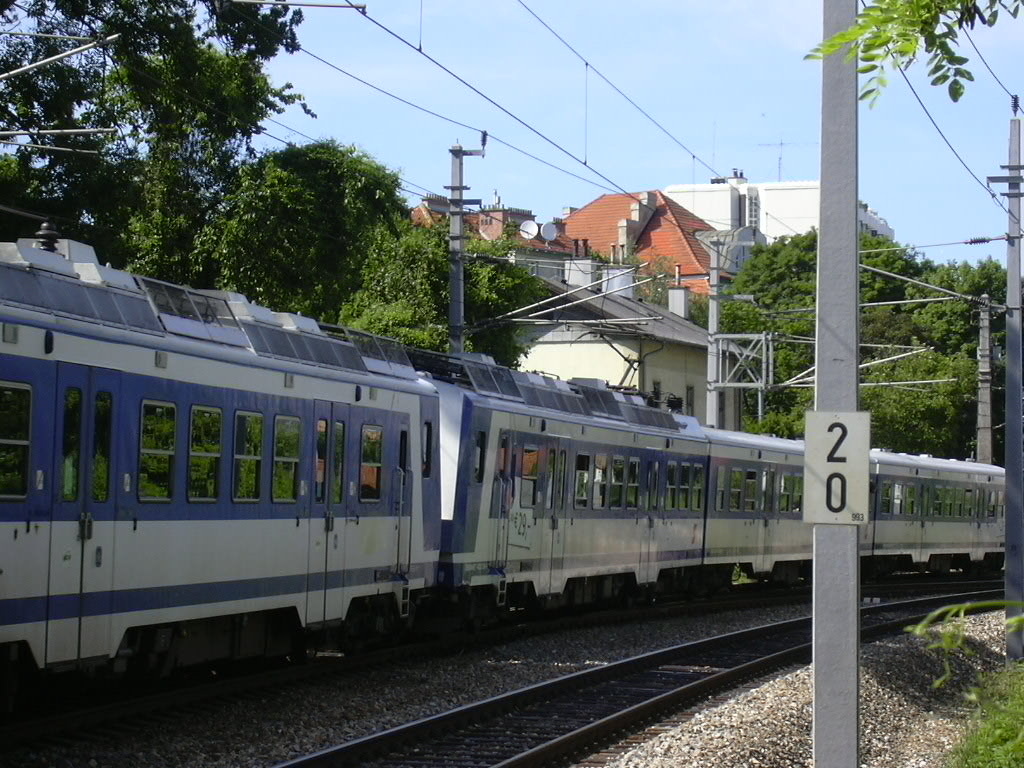
S-Bahn-Zug nach Unter-Purkersdorf vor dem ehemaligen Bahnhof Sankt Veit an der Wien nahe der Hietzinger Hauptstraße, 2010

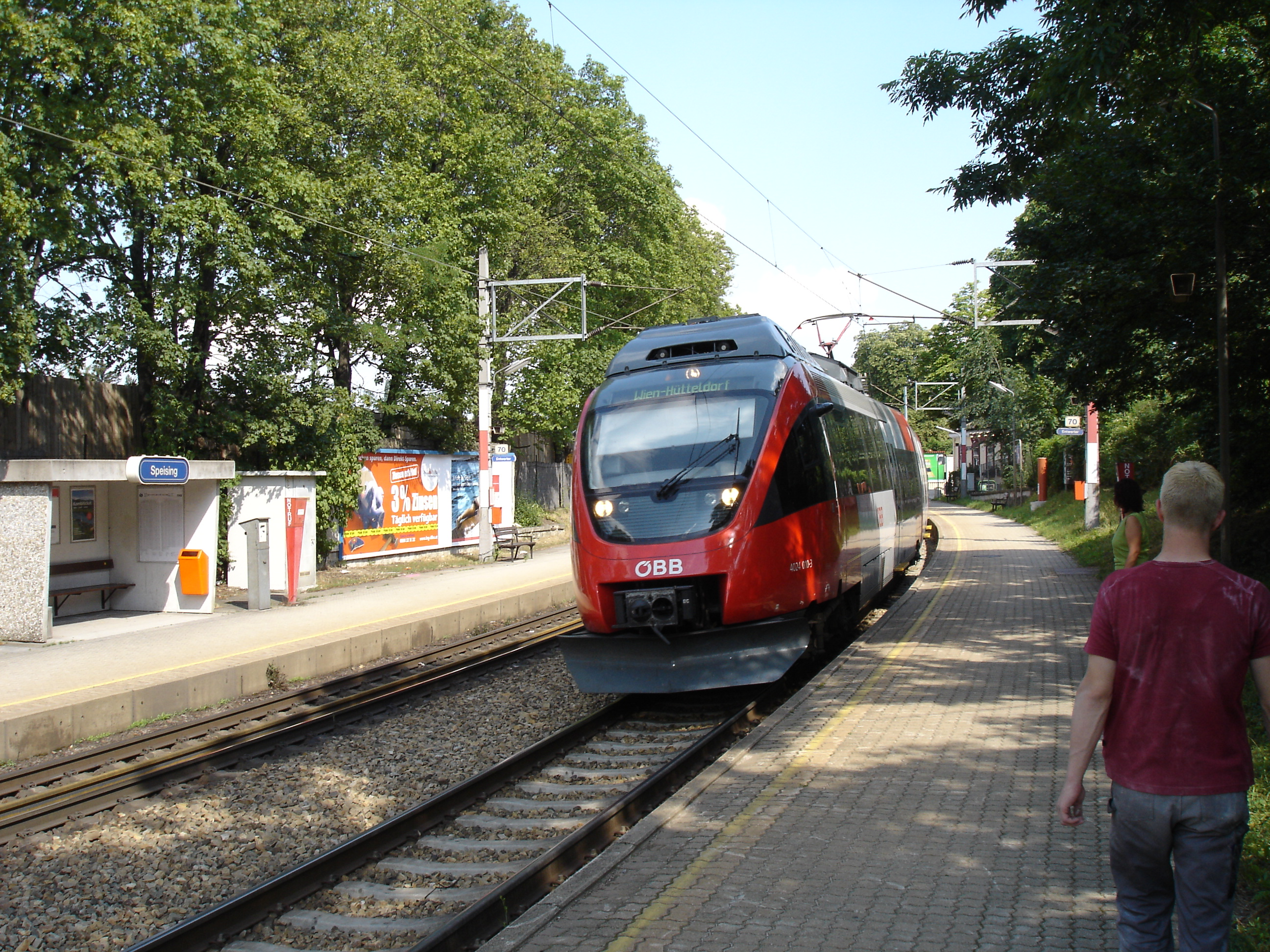
Haltestelle Wien Speising

Die Bahnstrecke Wien Penzing–Wien Meidling ist eine Eisenbahnstrecke im Stadtgebiet von Wien. Sie verbindet den Bahnhof Wien Penzing an der Westbahn mit dem Bahnhof Wien Meidling an der Südbahn und ist historisch Teil der Wiener Verbindungsbahn, deren östliche Verlängerung zum Bahnhof Wien Praterstern heute zur Stammstrecke der Wiener S-Bahn gehört.
Mittlerweile ist der Ausbau für den innerstädtischen S-Bahn-Verkehr, inklusive teilweiser Hochlegung und Errichtung neuer Stationen, in Planung.

## Geschichte
Der Bau der Strecke war erforderlich, weil sowohl die 1841 eröffnete Südbahn als auch die 1858 eröffnete Westbahn jeweils in Kopfbahnhöfen endeten und ursprünglich nicht miteinander verbunden waren. Um diesem Zustand abzuhelfen, errichtete Carl Ritter von Ghega die hier behandelte Verbindung, die am 20. Dezember 1860 in Betrieb ging und in den Jahren 1971 bis 1974 elektrifiziert wurde.
Der Personenverkehr auf dieser Strecke wurde erst am 28. Juni 1883 aufgenommen, nachdem neben der ursprünglichen Einmündung zum Bahnhof Penzing auch über eine zweite Brücke über die Wien durch den „Hütteldorfer Ast“ auch eine Verbindung zum Bahnhof Hütteldorf-Hacking gebaut worden war. Damit wurde es möglich, ohne Fahrtrichtungswechsel von dieser Strecke aus Züge auf die Westbahn Richtung Deutschland zu führen und in die Erholungsgebiete („Sommerfrischen“) im Westen der Stadt zu gelangen. Von 1898 bis zum Ersten Weltkrieg war die Strecke dann Teil der dampfbetriebenen Wiener Stadt- und Verbindungsbahn. Für den Personenverkehr war dieser westliche Abschnitt der Verbindungsbahn stets von geringer Wichtigkeit.
1914 wurde die Brückenanlage über das Wiental erneuert. Für die Zeit der Bauarbeiten endeten die Züge, die über die Verbindungsbahn nach Hütteldorf fuhren, nach der damaligen Station St. Veit an der Wien in einer provisorischen Umsteigstelle mit Stiegenanlagen bei der Station der Stadtbahn St. Veit-Baumgarten (später Unter St. Veit). Damit war es möglich, die Verbindung nach Hütteldorf-Hacking zumindest mit einmaligem Umsteigen weiter anzubieten. Richtung Penzing bestand in dieser Zeit kein Personenverkehr.
Der Bahnhof Maxing liegt in einem Einschnitt am Scheitelpunkt der Steilstrecke aus dem Wiental und war in der Zeit der Dampflokomotiven ein wichtiger Versorgungspunkt. Über den Einschnitt führte als Vorgängerin der seit 1971 breit ausgebauten Stranzenbergbrücke die schmale Kernbrücke über die Bahnanlagen. Die früher eigenständige Führung der Strecke ab dem Bahnhof Maxing ostwärts (ab der Personenhaltestelle Ober Hetzendorf) bis zur Einmündung in die Südbahnstrecke (Personenhaltestelle Unter Hetzendorf) mit den Eisenbahnkreuzungen über die Schönbrunner Allee und die Altmannsdorfer Straße wurde in der ersten Hälfte der 1970er Jahre aufgelassen. Die Strecke verläuft in diesem Abschnitt seit damals anfangs teilweise parallel zur Donauländebahn unter dem Straßenniveau (unter der Schönbrunner Allee und der Altmannsdorfer Straße bzw. im sogenannten „Flohbergtunnel“ im Anschluss daran zum Bahnhof Meidling).
Durch die Fertigstellung des Spurplanstellwerkes im Bahnhof Maxing war es möglich, die bisher handbedienten Schrankenanlagen Auhofstraße, Hietzinger Hauptstraße (jeweils am 19. Jänner 1979), Veitingergasse, Jagdschlossgasse (jeweils am 2. Februar 1979), Versorgungsheimstraße und Speisinger Straße (jeweils am 23. Februar 1979) auf Automatikbetrieb umzustellen. Der Schließvorgang erfolgt bei den ersten drei Eisenbahnkreuzungen fahrtbewirkt durch Einschaltstellen, die anderen werden fahrstraßengesteuert eingeschaltet. Alle Schrankenanlagen bis auf jene in der Veitingergasse und Speisinger Straße schließen versetzt – das heißt, dass sich von den beiden für den Straßenverkehr hintereinanderliegenden Schrankenbäumen zuerst der vordere und erst danach der hintere senkt, wodurch ein Einsperren von Fahrzeugen schwerer möglich ist.
Nach einer langen Periode ohne Nahverkehrszüge ab 1944 wird sie seit 1989 von der S-Bahn bedient. Unabhängig vom Nahverkehr nutzten einzelne Fernzüge die Verbindung zwischen West- und Ostbahn über die von dieser Strecke abzweigende Donauländebahn, so beispielsweise der Orient-Express.
Bei der Haltestelle Speising  befand sich in den Jahren 2006 bis 2011 ein Ladegleis für Aushubmaterial des Lainzer Tunnels, der mit Fahrplanwechsel vom 9. Dezember 2012 eröffnet wurde und den beträchtlichen Güterverkehr der Strecke, seit Dezember 2015 auch den kompletten Fernverkehr zum Hauptbahnhof aufnimmt. Mit der Inbetriebnahme des Lainzer Tunnels und des Wiener Hauptbahnhofs im Jahr 2012 verlor sie stark an Bedeutung.
Beim Bahnhof Maxing befindet sich ein Notausstieg aus dem Lainzer Tunnel, der sich in dieser Gegend ca. 30 m unter diesem Bahnhof befindet.

### Neue Verbindungsbahn
Die Verbindungsbahn besitzt im 13. Wiener Gemeindebezirk Hietzing auf einer Länge von 2,3 Kilometern sechs schrankengesicherte Bahnübergänge und eine Fußgängerunterführung. Einige Anrainer sehen darin eine „Teilung des Bezirks“ und fordern unter anderem auch wegen der „Lärmbelästigung“ der Eisenbahnen seit Jahrzehnten eine Tieferlegung. In den 1990er-Jahren wurde vom Ziviltechnikerbüro Oismüller auf eigene Initiative hin die Machbarkeit einer Tieferlegung untersucht. Das Ergebnis war, dass dies nur sehr schwer machbar sei, da die Bahnstrecke dann auch den Wienfluss unterqueren müsste und die Entfernung von der Unterquerung zum Bahnhof Hütteldorf zu kurz wäre, dass die Bahnstrecke dort wieder aus dem Tunnel kommen könnte. Es müsste also ein eigener, neuer Tiefbahnhof Hütteldorf für die Verbindungsbahn errichtet werden.
Von den ÖBB wurde allerdings eine Tieferlegung nie ins Auge gefasst, sondern eine teilweise Hochlegung favorisiert. Die diesbezüglichen Planungen wurden mit Stand Oktober 2020 abgeschlossen.
Der Ausbau der Verbindungsbahn, der unter den Begriffen „Neue Verbindungsbahn“ bzw. „Attraktivierung der Verbindungsbahn“ propagiert wird, soll die Bahnstrecke auf einer Hochtrasse kurz nach der Straßenquerung Veitingergasse beginnend, wieder zweigleisig in Richtung Hütteldorf bzw. wie bisher eingleisig in Richtung Penzing führen. Die teilweise Hochlegung ermöglicht es, dass die Bahnübergänge Auhofstraße und Hietzinger Hauptstraße entfallen. Bei der Stranzenbergbrücke und der Hietzinger Hauptstraße soll jeweils eine neue Haltestelle entstehen. Die bestehende Haltestelle Speising soll von der Gleiskurve weg nach Osten verlegt und neu errichtet werden.
Querungen bei der Veitingergasse und Jagdschlossgasse entfallen allerdings gänzlich für den motorisierten Individualverkehr (MIV), für Fußgänger und Radfahrer sollen Unterführungen geschaffen werden. In der Waldvogelstraße ist eine zusätzliche, tiefergelegte Fahrbahn aus Richtung Jagdschlossgasse vorgesehen, die bei Versorgungsheimstraße in eine Unterführung mündet, die auch für den MIV passierbar ist.
Am 9. März 2021 begann der öffentliche Verfahrensteil der Umweltverträglichkeitsprüfung. Die Hietzinger Bezirksvorstehung, der keine Parteienstellung zukommt, und zwei Bürgerinitiativen stellen sich gegen die aktuelle Planung. Hauptforderungen sind die Tieferlegung der Bahntrasse und der Beibehalt aller Straßenquerungen für den MIV.

#### Neue Stationen
Bei der Kreuzung der Verbindungsbahn mit der Hietzinger Hauptstraße, unweit des ehemaligen Bahnhofs Sankt Veit an der Wien soll eine neue S-Bahn-Haltestelle Hietzinger Hauptstraße errichtet werden.
Im Bereich des Bahnhofs Maxing soll bei der Stranzenbergbrücke (einer Straßenbrücke über die Bahnstrecke nahe der Atzgersdorfer Straße, der Grenze zwischen Speising und Hetzendorf) ebenfalls eine neue S-Bahn-Haltestelle entstehen.

## Beschreibung
Von der Westbahn ausgehend durchquert die Bahnstrecke den 14., 13. und 12. Wiener Gemeindebezirk, der längste Abschnitt befindet sich im 13. Wiener Gemeindebezirk Hietzing.
In Fahrtrichtung Salzburg betrachtet zweigt die Strecke in Richtung Meidling nach dem Bahnhof Wien Penzing nach links von der Westbahn ab und führt in einem weiten Bogen nach Süden. Anschließend überquert sie in Hietzing den Wienfluss. Bei der Hietzinger Hauptstraße in Unter-St.-Veit mündet im ehemaligen Bahnhof Sankt Veit an der Wien die erst am 28. Juni 1883 eröffnete Verbindungskurve vom Bahnhof Wien Hütteldorf ein, ab hier ist die Strecke zweigleisig. Der Bahnhof wurde am 22. Jänner 1960 zu einer Abzweigstelle abgewertet und das Stellwerk 2 aufgelassen; das dritte Bahnhofsgleis wurde ebenfalls entfernt. Dort soll nach aktuellen Planungen bei der Kreuzung der Verbindungsbahn mit der Hietzinger Hauptstraße eine neue S-Bahn-Haltestelle errichtet werden.
Es folgen ein Bogen nach Osten und die im Personenverkehr benützte Haltestelle Speising bei der Speisinger Straße beziehungsweise Lainzer Straße.
Es folgt für Güterzüge der Bahnhof Maxing. Das Mittelstellwerk der Bauart DrS wurde am 14. Dezember 1978 in Betrieb genommen und ersetzte auch das mechanische Stellwerk St. Veit an der Wien und den Blockposten St. Veit 1. Die Gesamtkosten der Errichtung beliefen sich auf 48 Millionen Schilling.
Die Strecke wechselt nun bei der Kernstraße, wo sich ehemals eine schmale Brücke über die Bahn befand, ostwärts in den 12. Wiener Gemeindebezirk, Meidling, und verläuft dort teilweise im Tunnel. Kurz bevor der Bahnhof Wien Meidling an der Südbahn, Fahrtrichtung Nordosten, erreicht wird, zweigt südöstlich beim Hetzendorfer Friedhof die Donauländebahn zur Winterhafenbrücke ab.

## Galerie

Historische Dokumente zur Verbindungsbahn Penzing↔Meidling
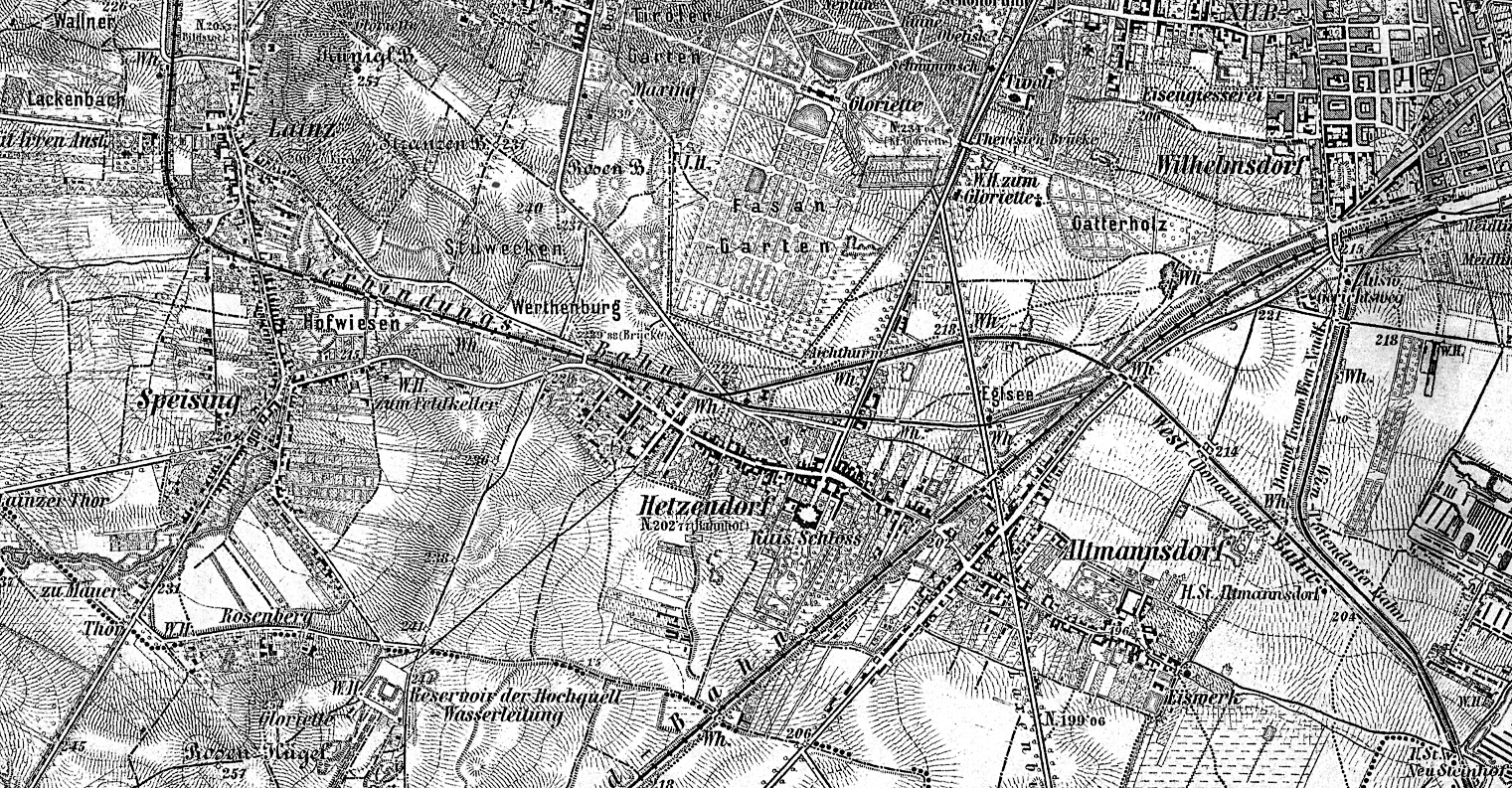
Bezeichnung als „Verbindungsbahn“ 1901
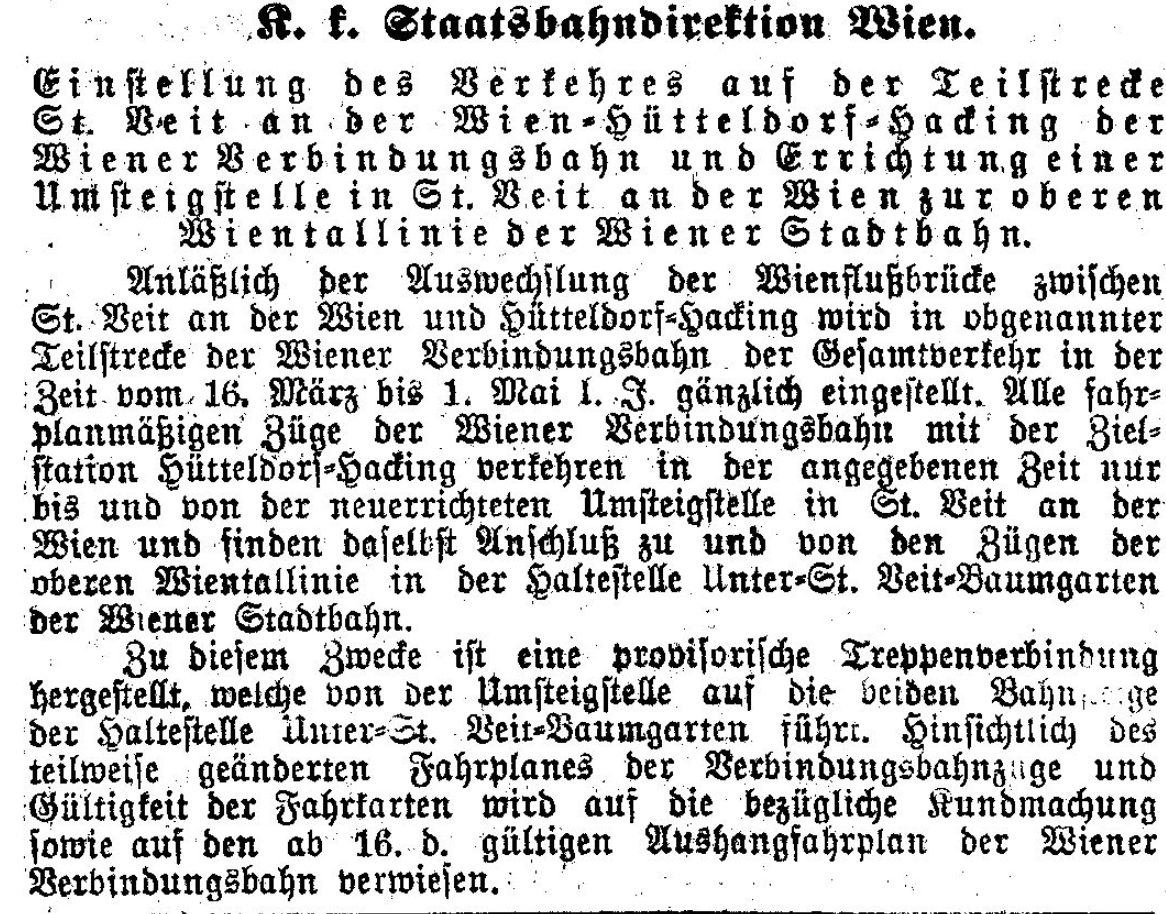
Umsteigstelle zur Wientallinie der Stadtbahn 1914
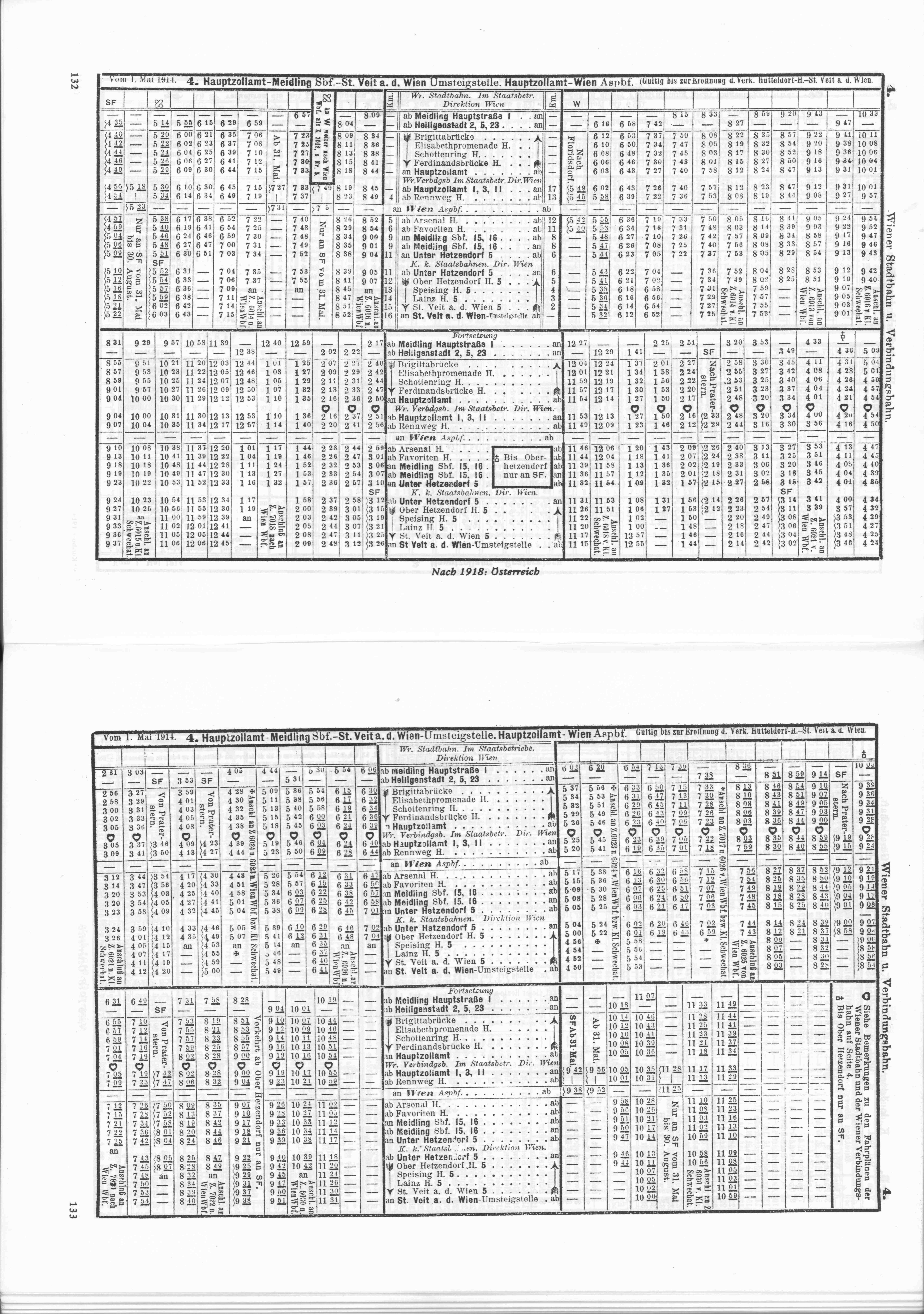
Fahrplan 1914 bis zur Umsteigstelle
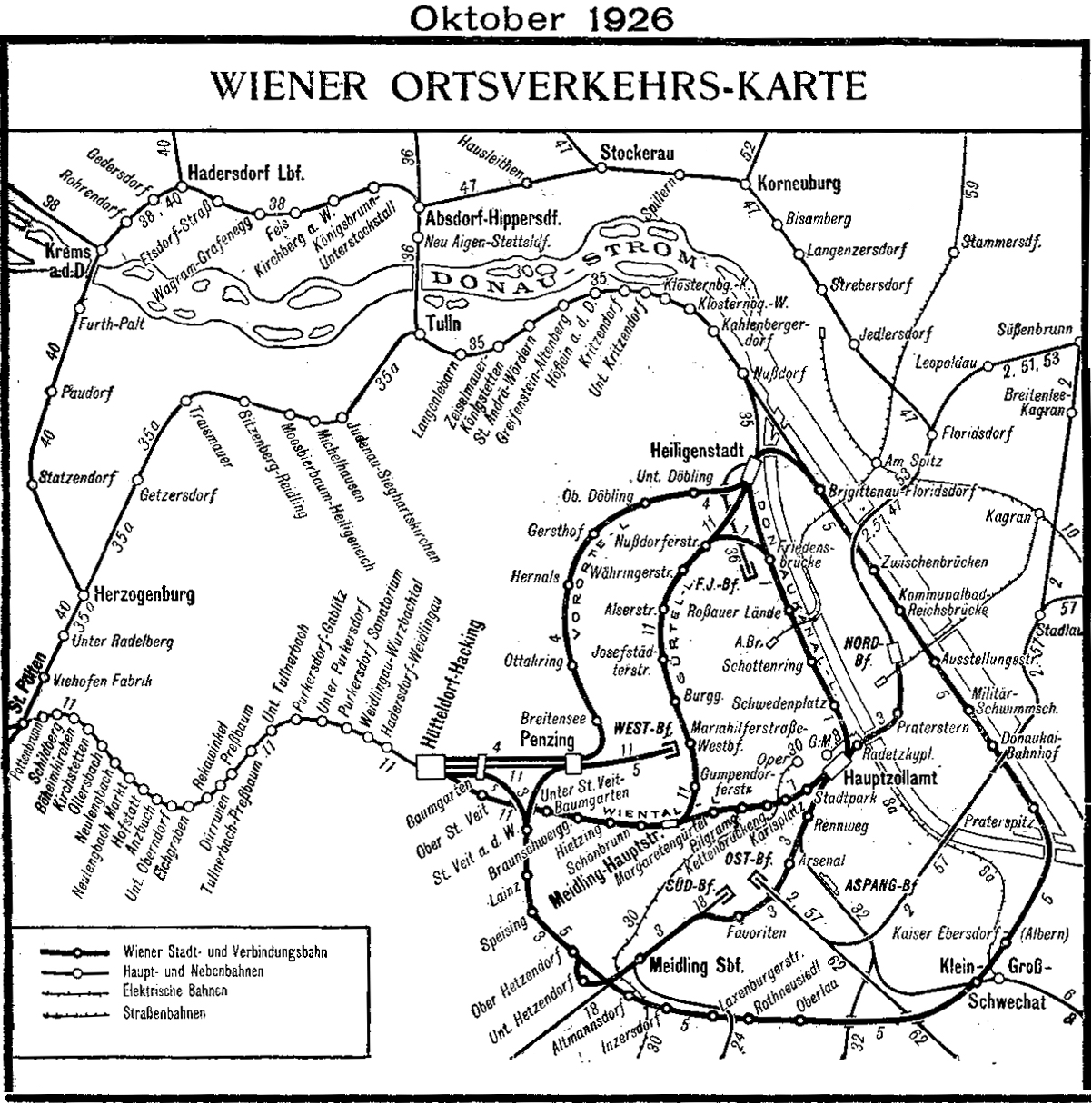
Die Strecke auf der Wiener Ortsverkehrs-Karte vom Oktober 1926
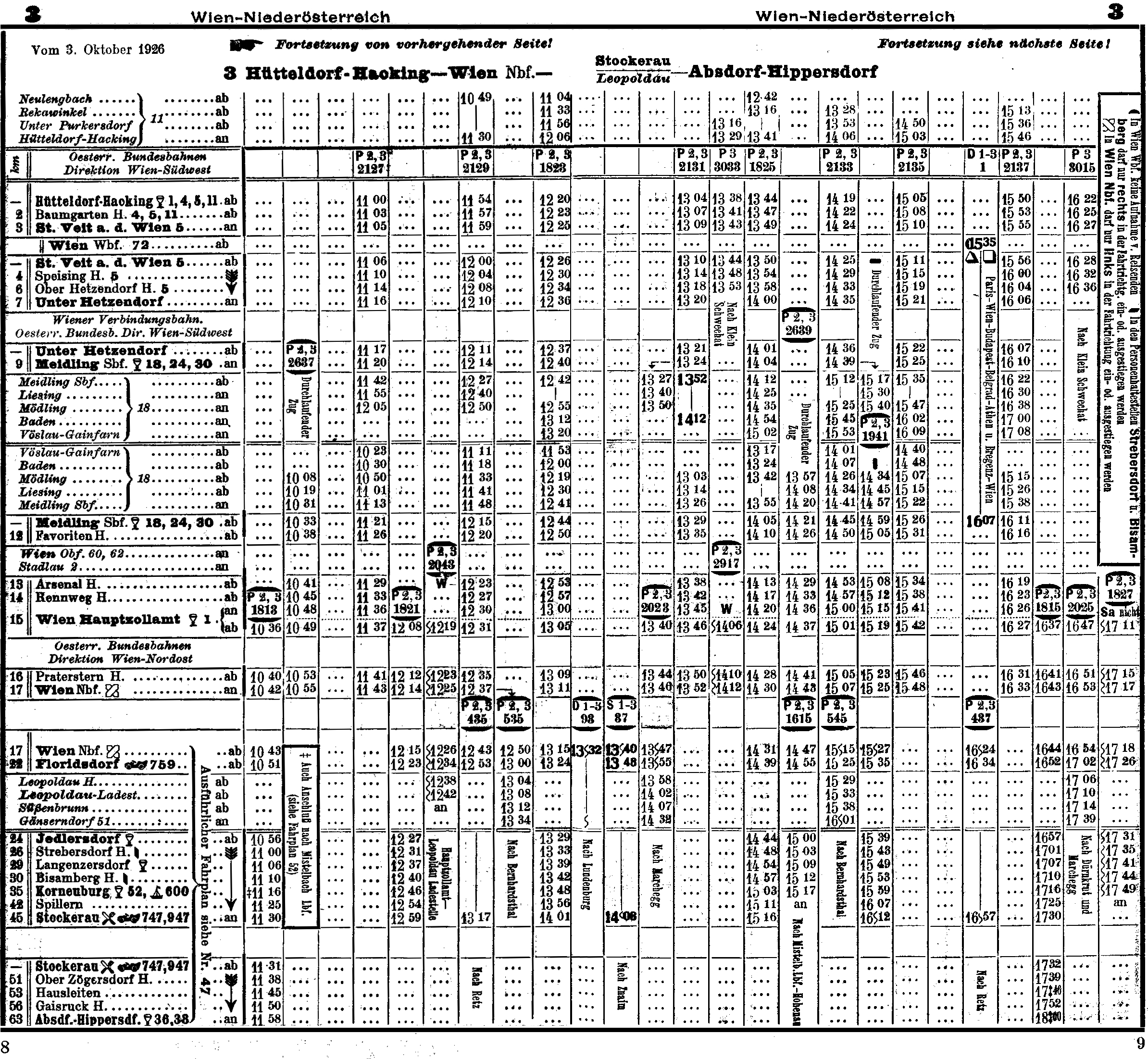
Fahrplanauszug vom 3. Oktober 1926
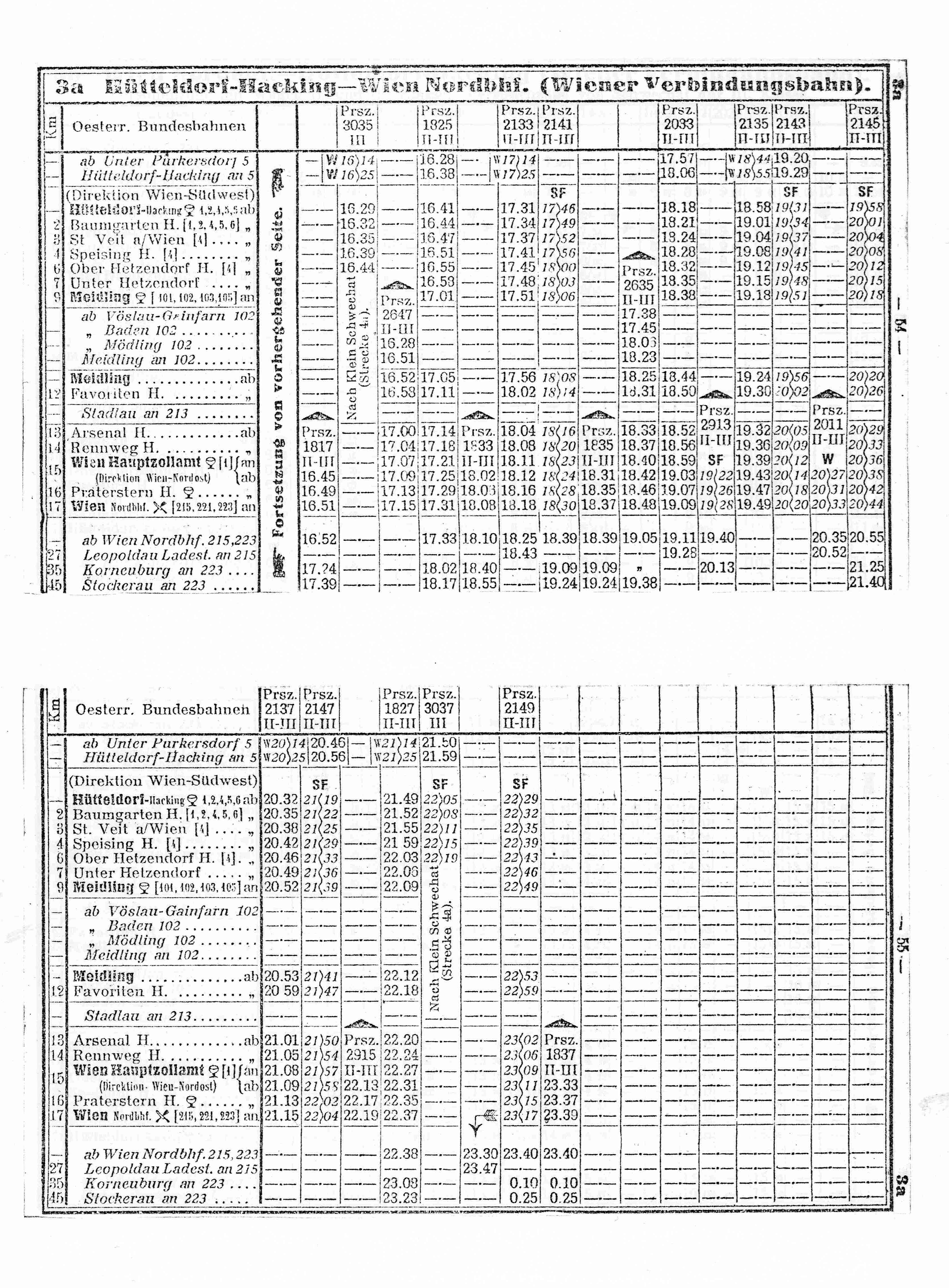
Fahrplanauszug Sommer 1928, gültig vom 15. Mai bis zum 6. Oktober, „Wiener Verbindungsbahn“